# 密妥士
密妥士（John Armstrong Taylor Meadows，1817年—1875年）英國商人。密迪樂之弟。1845年來到中國。1847年，在廣州創辦中國第一份中文週報《密妥士貿易報》。後任英國駐寧波領事館翻譯、副領事。1861年辭職到天津從商，並兼任丹麥駐天津領事、美國駐天津副領事等職。1867年，三口通商大臣崇厚設立天津機器局，密妥士獲任為總辦。